# Elachistocleis cesarii
Elachistocleis cesarii es una especie de anfibio anuro de la familia Microhylidae.

## Distribución geográfica
Esta especie es endémica de Brasil. Se encuentra en los estados de Goiás, São Paulo y Minas Gerais.

## Publicación original
- Miranda-Ribeiro, 1920 : Os engystomatideos do Museu Paulista (com um genero e tres especies novos). Revista do Museu Paulista, vol. 12, p. 281-288[3]